# Strong Peak
Der Strong Peak ist ein 1310 m hoher, kleiner und spitzer Berggipfel im Ellsworthgebirge des westantarktischen Ellsworthlands. In den Enterprise Hills der Heritage Range ragt er am westlichen Ende eines Berggrates auf, der sich vom Parrish Peak etwa 5 km in westsüdwestlicher Richtung in das Horseshoe Valley hinein erstreckt.
Der United States Geological Survey kartierte ihn anhand eigener Vermessungen und Luftaufnahmen der United States Navy aus den Jahren von 1961 bis 1966. Das Advisory Committee on Antarctic Names benannte ihn 1966 nach Jack E. Strong, einem Biologen des United States Antarctic Research Program, der 1965 auf der Palmer-Station tätig war.